# Wiaczesław Starszynow
Wiaczesław Iwanowicz Starszynow, ros. Вячеслав Иванович Старшинов (ur. 6 maja 1940 w Moskwie) – radziecki i rosyjski hokeista, reprezentant ZSRR, dwukrotny olimpijczyk. Trener i działacz hokejowy, wykładowca.

## Kariera

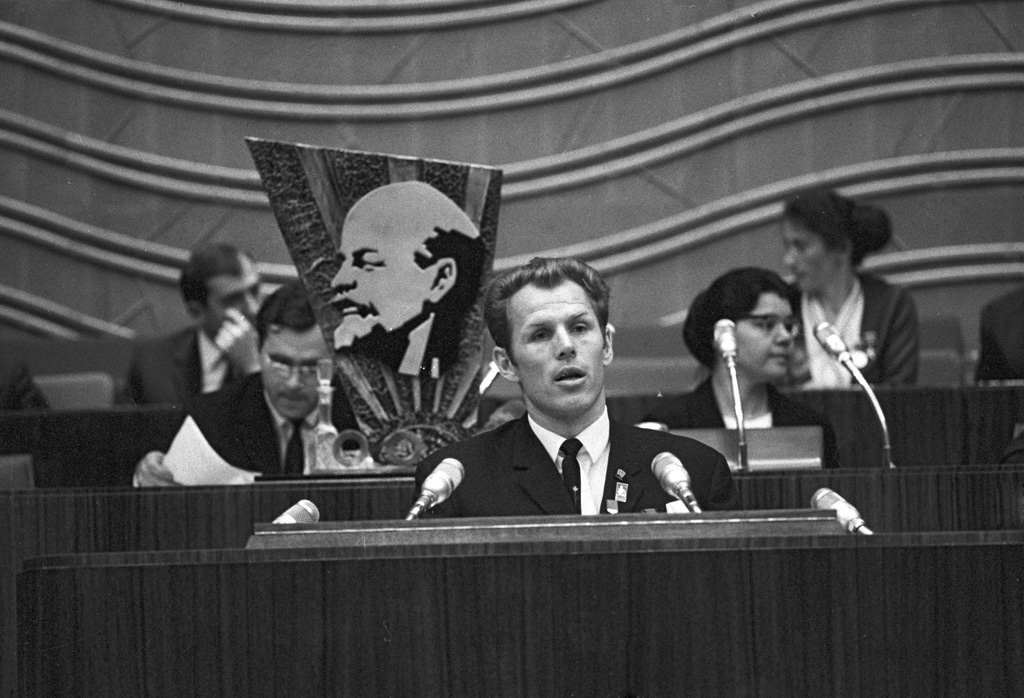
Wiaczesław Starszynow (1970)

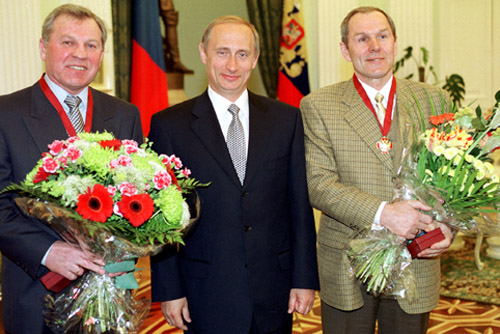
Boris Majorow, Władimir Putin i Wiaczesław Starszynow po dekoracji Orderem Zasług dla Ojczyzny (2000)

- Spartak Moskwa (1957-1971, 1974-1975)
- Oji Eagles (1975-1978)
- Spartak Moskwa (1978-1979)

Był wieloletnim zawodnikiem Spartaka. Przez trzy sezony grał także w Japonii w drużynie z Tomakomai. W wieku 38 lat w 1978 powrócił do Spartaka (został wówczas pracownikiem naukowym w Moskwie) z zamiarem przekroczenia granicy 400 goli w lidze radzieckiej, mając wówczas na koncie 393 trafienia. Ostatecznie w lidze radzieckiej zdobył 405 goli w 540 meczach.
Był reprezentantem ZSRR. W kadrze kraju zdobył 149 goli w 182 meczach. Uczestniczył w turniejach mistrzostw świata w 1961, 1963, 1965, 1966, 1967, 1969, 1970, 1971, zimowych igrzysk olimpijskich 1964, 1968 oraz turnieju Summit Series 1973.
Zarówno w klubie Spartak, jak i w reprezentacji ZSRR ze Starszynowem tercet napastników tworzyli bracia bliźniacy: Jewgienij i Boris Majorow.

## Kariera trenerska i działacza
Jeszcze w trakcie kariery zawodniczej został trenerem Spartaka Moskwa (1972-1974). Później był grającym trenerem podczas występów w zespole Oji Eagles w Japonii. Został także działaczem hokejowym. Od 1987 do 1991 był przewodniczący prezydium Federacji Hokeja RFSRR. Od 1999 do 2003 wiceprezes klubu Spartak Moskwa, w 2002 prezes. Pełnił funkcję szkoleniowca Spartaka w sezonie KHL (2010/2011). Został prezydentem Spartaka Moskwa.
Wydano książki jego autorstwa: Ja – środkowy napastnik (1971) i Hokejowa szkoła (1974).

## Inna działalność
W 1964 ukończył Moskiewski Instytut Lotniczo-Technologiczny. W 1975 otrzymał tytuł kandydata nauk. W 1979 kierował Katedrą Wychowania Fizycznego na Moskiewskim Instytucie Fizyki (Moskiewski Instytut Fizyczno-Techniczny) z tytułem profesora.

## Sukcesy i osiągnięcia
Reprezentacyjne zawodnicze
- Brązowy medal mistrzostw świata: 1961
- Złoty medal mistrzostw świata: 1963, 1965, 1966, 1967, 1969, 1970, 1971
- Złoty medal zimowych igrzysk olimpijskich: 1964, 1968

Klubowe zawodnicze
- Złoty medal mistrzostw ZSRR: 1962, 1967, 1969 ze Spartakiem Moskwa
- Srebrny medal mistrzostw ZSRR: 1965, 1966, 1968, 1970 ze Spartakiem Moskwa
- Brązowy medal mistrzostw ZSRR: 1963, 1964, 1972, 1975
- Puchar ZSRR: 1970, 1971
- Finalista Pucharu ZSRR: 1967

Klubowe szkoleniowe
- Srebrny medal mistrzostw ZSRR: 1973 ze Spartakiem Moskwa

Indywidualne zawodnicze
- Mistrzostwa Świata w Hokeju na Lodzie 1965:
  - Najlepszy napastnik turnieju
- Liga radziecka 1966/1967:
  - Pierwsze miejsce w klasyfikacji strzelców: 47 goli
- Liga radziecka 1966/1967:
  - Pierwsze miejsce w klasyfikacji strzelców: 46 goli
  - Pierwsze miejsce w klasyfikacji kanadyjskiej

Wyróżnienia
- Zasłużony Mistrz Sportu ZSRR w hokeju na lodzie: 1963
- Galeria Sławy IIHF: 2007
- Rosyjska Galeria Hokejowej Sławy: 2014

## Odznaczenia
- Order Czerwonego Sztandaru Pracy: 1965
- Order „Znak Honoru”: 1968
- Order Przyjaźni: 1995
- Order Olimpijski: 2000
- Order „Za zasługi dla Ojczyzny” II klasy: 26 stycznia 2023[4]
- Order „Za zasługi dla Ojczyzny” III klasy: 26 kwietnia 2000
- Order „Za zasługi dla Ojczyzny” IV klasy: 18 stycznia 2007[5]
- Order Honoru: 2010[6]